# عملية سانا
عملية سانا كانت هي الهجوم العسكري الأخير لجيش جمهورية البوسنة والهرسك في غرب البوسنة والهرسك وآخر معركة كبرى في حرب البوسنة والهرسك. وقد انطلق من منطقة بيهاتش في 13 أيلول 1995 ضد جيش جمهورية صرب البوسنة وشمل تقدما نحو بوسانسكي بتروفاتس وسانسكي موست وبوسانسكا كروبا. في الوقت نفسه كان الجيش الكرواتي ومجلس الدفاع الكرواتي يشتبكون مع جيش جمهورية صرب البوسنة في عملية ميسترال 2 إلى الجنوب الشرقي. بعد تقدم أولي يبلغ 70 كيلومترا (43 ميلا) تمكنت تعزيزات جيش جمهورية صرب البوسنة من إيقاف جيش جمهورية البوسنة والهرسك بعيدا عن سانسكي موست ونوفي غراد وعكس بعض مكاسب جيش جمهورية البوسنة والهرسك الإقليمية في هجوم مضاد. بعد أن تم تهديد جزء من الفيلق الخامس لجيش جمهورية البوسنة والهرسك بالهزيمة حول بلدة كليوتش طلب جيش جمهورية البوسنة والهرسك المساعدة من الجيش الكرواتي.
أطلق الجيش الكرواتي ومجلس الدفاع الكرواتي عملية التحرك جنوبا ردا على ذلك مما أدى إلى إزالة ضغط جيش جمهورية صرب البوسنة من كليوتش والسماح للفيلق الخامس المعزز بالفيلق السابع باستئناف تقدمه والاستيلاء على سانسكي موست في 12 أكتوبر وفي ذلك الوقت كان من المقرر وقف إطلاق نار شامل ساري المفعول في جميع أنحاء البلاد. استمر القتال لمدة ثمانية أيام أخرى دون تغييرات كبيرة على الخطوط الأمامية. لم يستأنف القتال وانتهت الحرب في الشهر التالي بعد التفاوض وقبول اتفاقية دايتون.
بدأت العملية خلال حملة قصف لحلف شمال الأطلسي ضد جيش جمهورية صرب البوسنة والتي تحمل الاسم الرمزي عملية القوة المتعمدة والتي استهدفت الدفاعات الجوية الصربية والمدفعية ومرافق التخزين في البداية في منطقة سراييفو ولكن أيضا في أماكن أخرى من البلاد. أثارت عملية سانا جنبا إلى جنب مع هجمات الجيش الكرواتي ومجلس الدفاع الكرواتي المتزامنة جدلا بين المحللين العسكريين حول ما إذا كانت الهجمات البرية أو الضربات الجوية لحلف الناتو هي المسؤولة عن إنهاء حرب البوسنة والهرسك. كان السؤال أيضا هو إلى أي مدى ساعدت الغارات الجوية على تقدم جيش جمهورية البوسنة والهرسك والجيش الكرواتي ومجلس الدفاع الكرواتي والعكس بالعكس إلى أي مدى أعاقت جيش جمهورية صرب البوسنة. 

## الخلفية
مع انسحاب جيش يوغوسلافيا الشعبي من كرواتيا بعد قبول خطة فانس وبدء تنفيذها تم نقل 55000 من الضباط والجنود المولودين في البوسنة والهرسك إلى جيش صرب البوسنة والهرسك الجديد والذي تم تغيير اسمه لاحقا جيش جمهورية صرب البوسنة. أعادت إعادة التنظيم هذه إعلان جمهورية البوسنة والهرسك الصربية في 9 يناير 1992 قبل الاستفتاء على استقلال البوسنة والهرسك الذي جرى بين 29 فبراير و 1 مارس 1992 ذريعة صرب البوسنة والهرسك لحرب البوسنة والهرسك. بدأ صرب البوسنة والهرسك في تحصين العاصمة سراييفو ومناطق أخرى في 1 مارس 1992. وفي اليوم التالي سُجلت أولى الوفيات في الحرب في سراييفو ودوبوي. في الأيام الأخيرة من شهر مارس قصفت قوات صرب البوسنة والهرسك بوسانسكي برود بالمدفعية مما أدى إلى عملية عبر الحدود من قبل اللواء 108 من الجيش الكرواتي. في 4 أبريل 1992 بدأت مدفعية جيش يوغوسلافيا الشعبي قصف سراييفو. كانت هناك أمثلة أخرى على دعم جيش يوغوسلافيا الشعبي المباشر لجيش جمهورية صرب البوسنة مثل أثناء الاستيلاء على زفورنيك في أوائل أبريل 1992 عندما قدم جيش يوغوسلافيا الشعبي دعما مدفعيا من صربيا وأطلقت النار عبر نهر درينا. في الوقت نفسه حاول جيش يوغوسلافيا الشعبي نزع فتيل الموقف وترتيب مفاوضات في مكان آخر من البلاد.
واجه جيش يوغوسلافيا الشعبي وجيش جمهورية صرب البوسنة في البوسنة والهرسك جيش جمهورية البوسنة والهرسك ومجلس الدفاع الكرواتي وتقديم التقارير إلى الحكومة المركزية التي يهيمن عليها البوسنيون و قيادة كروات البوسنة والهرسك على التوالي وكذلك الجيش الكرواتي والتي تدعم في بعض الأحيان عمليات مجلس الدفاع الكرواتي. في أواخر أبريل كان جيش جمهورية صرب البوسنة قادرا على نشر 200000 جندي ومئات الدبابات وناقلات الجند المدرعة وقطع المدفعية. يمكن لمجلس الدفاع الكرواتي وقوات الدفاع الكرواتية إرسال ما يقرب من 25000 جندي وحفنة من الأسلحة الثقيلة في حين أن جيش جمهورية البوسنة والهرسك لم يكن مستعدا إلى حد كبير بما يقرب من 100000 جندي وأسلحة صغيرة لأقل من نصف عددهم وتقريبا لا أسلحة ثقيلة. تم إعاقة تسليح القوات المختلفة من قبل الأمم المتحدة بسبب حظر توريد الأسلحة الذي تم فرضه في سبتمبر 1991. بحلول منتصف مايو 1992 عندما انسحبت وحدات جيش يوغوسلافيا الشعبي التي لم يتم نقلها إلى جيش جمهورية صرب البوسنة من البوسنة والهرسك إلى جمهورية يوغوسلافيا الفيدرالية المعلنة حديثا سيطر جيش جمهورية صرب البوسنة على ما يقرب من 60 في المائة من البوسنة والهرسك. امتد نطاق السيطرة إلى حوالي 70 بالمائة من البلاد بحلول نهاية العام. 

## المقدمة
بحلول عام 1995 تطور جيش جمهورية البوسنة والهرسك ومجلس الدفاع الكرواتي إلى قوات منظمة بشكل أفضل تستخدم أعدادا كبيرة نسبيا من قطع المدفعية والتحصينات الدفاعية الجيدة. لم يكن جيش جمهورية صرب البوسنة قادرا على اختراق دفاعاته حتى عندما استخدمت قواته تكتيكات عسكرية سليمة على سبيل المثال في معركة أوراشي في مايو ويونيو 1995. في أغسطس 1995 بعد سقوط معظم المناطق التي يسيطر عليها صرب كرواتيا في كرواتيا خلال عملية العاصفة حول الجيش الكرواتي تركيزه إلى غرب البوسنة والهرسك. كان الدافع وراء هذا التحول هو الرغبة في إنشاء منطقة أمنية على طول الحدود الكرواتية وترسيخ كرواتيا كقوة إقليمية وكسب مزايا مع الغرب من خلال فرض إنهاء حرب البوسنة والهرسك. رحبت حكومة البوسنة والهرسك بهذه الخطوة لأنها ساهمت في هدفهم المتمثل في تأمين غرب البوسنة والهرسك وكذلك أكبر مدينة يسيطر عليها صرب البوسنة وهي بانيا لوكا.
في الأيام الأخيرة من أغسطس 1995 أطلق الناتو حملة جوية استهدفت جيش جمهورية صرب البوسنة تحت الاسم الرمزي عملية القوة المتعمدة. تم إطلاقه ردا على مذبحة ماركالي الثانية في 28 أغسطس والتي جاءت في أعقاب مذبحة سربرنيتسا. بدأت الضربات الجوية في 30 أغسطس واستهدفت في البداية الدفاعات الجوية لجيش جمهورية صرب البوسنة وضربت أهدافا بالقرب من سراييفو. تم تعليق الحملة لفترة وجيزة في 1 سبتمبر وتم توسيع نطاقها لاستهداف المدفعية ومرافق التخزين في جميع أنحاء المدينة. استؤنف القصف في 5 سبتمبر وامتد نطاقه ليشمل الدفاعات الجوية لجيش جمهورية صرب البوسنة بالقرب من بانيا لوكا بحلول 9 سبتمبر حيث كاد حلف الناتو أن يستنفد قائمة أهدافه بالقرب من سراييفو. في 13 سبتمبر وافق صرب البوسنة والهرسك على طلب الناتو بإنشاء منطقة حظر حول سراييفو وتوقفت الحملة.
نظرا لأن قصف الناتو استهدف بشكل عام جيش جمهورية صرب البوسنة حول سراييفو ظل غرب البوسنة والهرسك هادئا نسبيا بعد عملية العاصفة باستثناء التحقيق في الهجمات التي شنها جيش جمهورية صرب البوسنة ومجلس الدفاع الكرواتي أو جيش جمهورية البوسنة والهرسك بالقرب من بيهاتش ودرفار وغلاموتش. في ذلك الوقت كان الجيش الكرواتي ومجلس الدفاع الكرواتي و جيش جمهورية البوسنة والهرسك يخططون لشن هجوم مشترك في المنطقة. انطلق هجوم مشترك مكون من الجيش الكرواتي ومجلس الدفاع الكرواتي والذي يحمل الاسم الرمزي عملية مايسترال 2 في 8 سبتمبر بهدف الاستيلاء على مدن يايتسي وشيبوفو ودرفار بينما تقدم الفيلق السابع من جيش جمهورية البوسنة والهرسك على الجانب الأيمن من الجيش الكرواتي ومجلس الدفاع الكرواتي تجاه دوني فاكوف. تم الاستيلاء على البلدات الأربع بحلول 14 سبتمبر وبدأ الفيلق السابع بنقل جزء كبير من قواته إلى الفيلق الخامس في منطقة بيهاتش.

## ترتيب المعركة
تم تعيين الأهداف الأساسية للفيلق الخامس لجيش جمهورية البوسنة والهرسك الذي يبلغ قوامه 15000 فرد بقيادة الجنرال عاطف دوداكوفيتش وهي الاستيلاء على بوسانسكا كروبا وبوسانسكي بتروفاتش وكليوتش وسانسكي موست. قسم دوداكوفيتش كتائبه الثمانية إلى مجموعتين عملياتية. كان دوداكوفيتش نفسه بقيادة دوداكوفيتش نفسه في المجموعة العملياتية الجنوبية والتي تتألف من الجبل 501 والجبل 502 والتحرير 510 و 517 من كتائب الضوء مدعومة بعناصر من كتيبة الشرطة العسكرية الخامسة. المجموعة العملياتية الشمالية مكونة من الجبل 503 والجبل 505 وكتائب التحرير 506 و 511 وكان يقود رئيس أركانه العميد ميرساد سلمانوفيتش. في بداية العملية قدمت مدفعية الجيش الكرواتي الدعم الناري إلى المجموعة العملياتية الجنوبية.
فيلق كرايينا الثاني بقيادة اللواء راديفوي تومانيتش وفرقة المشاة الثلاثين من فيلق كرايينا الأول بقيادة اللواء مومير زيتش كانت تشكيلات جيش جمهورية صرب البوسنة في المنطقة. كان تومانيتش الذي أنشأ مقره الرئيسي في درفار في القيادة العامة في غرب البوسنة والهرسك. تولى تومانيتش وزيتش قيادة قوة مشتركة قوامها حوالي 22000 جندي. الحاجة للدفاع ضد كل من فيلق جيش جمهورية البوسنة والهرسك وقوة الجيش الكرواتي ومجلس الدفاع الكرواتي المدمجة تعني أن جيش جمهورية صرب البوسنة كان لديه فقط 8000 جندي يواجه الفيلق الخامس. تم تنظيمهم في ستة ألوية مشاة أو مشاة خفيفة متمركزة على هضبة غرابيز بالقرب من بوسانسكا كروبا وأوتوكا.
| المجموعة | الوحدة                        | الملاحظات |
| -------- | ----------------------------- | --- |
| الجنوب   | لواء الجبل 501                | تحت قيادة الفريق عاطف دوداكوفيتش؛ تم نشر بعض عناصر كتيبة الشرطة العسكرية الخامسة فقط. الهجوم على جيش جمهورية صرب البوسنة في هضبة غرابيز كان مدعوم من قبل مدفعية الجيش الكرواتي |
| الجنوب   | لواء الجبل 502                | تحت قيادة الفريق عاطف دوداكوفيتش؛ تم نشر بعض عناصر كتيبة الشرطة العسكرية الخامسة فقط. الهجوم على جيش جمهورية صرب البوسنة في هضبة غرابيز كان مدعوم من قبل مدفعية الجيش الكرواتي |
| الجنوب   | لواء التحرير 510              | تحت قيادة الفريق عاطف دوداكوفيتش؛ تم نشر بعض عناصر كتيبة الشرطة العسكرية الخامسة فقط. الهجوم على جيش جمهورية صرب البوسنة في هضبة غرابيز كان مدعوم من قبل مدفعية الجيش الكرواتي |
| الجنوب   | لواء الضوء 517                | تحت قيادة الفريق عاطف دوداكوفيتش؛ تم نشر بعض عناصر كتيبة الشرطة العسكرية الخامسة فقط. الهجوم على جيش جمهورية صرب البوسنة في هضبة غرابيز كان مدعوم من قبل مدفعية الجيش الكرواتي |
| الجنوب   | كتيبة الشرطة العسكرية الخامسة | تحت قيادة الفريق عاطف دوداكوفيتش؛ تم نشر بعض عناصر كتيبة الشرطة العسكرية الخامسة فقط. الهجوم على جيش جمهورية صرب البوسنة في هضبة غرابيز كان مدعوم من قبل مدفعية الجيش الكرواتي |
| الشمال   | لواء الجبل 503                | تحت قيادة العميد ميرساد سلمانوفيتش |
| الشمال   | لواء بوزيم 505                | تحت قيادة العميد ميرساد سلمانوفيتش |
| الشمال   | لواء التحرير 506              | تحت قيادة العميد ميرساد سلمانوفيتش |
| الشمال   | لواء الجبل 511                | تحت قيادة العميد ميرساد سلمانوفيتش |

| المنطقة                | الوحدة                      | الملاحظات                              |
| ---------------------- | --------------------------- | -------------------------------------- |
| هضبة غرابيز            | لواء مشاة بيهاتش الخامس عشر |                                        |
| هضبة غرابيز            | لواء مشاة كليوتش السابع عشر | معزز بكتيبة من لواء مشاة سانسكا السادس |
| هضبة غرابيز            | لواء مشاة بتروفاتش الثالث   |                                        |
| هضبة غرابيز            | لواء المشاة الصربي الأول    | تم نشره على الأرجح، لكن غير مؤكد       |
| بوسانسكا كروبا وأوتوكا | لواء مشاة كروبا الحادي عشر  |                                        |
| بوسانسكا كروبا وأوتوكا | لواء مشاة نوفي غراد الأول   |                                        |

## التسلسل الزمني

### المرحلة الأولى
في 13 سبتمبر أطلق جيش جمهورية البوسنة والهرسك زحفه الذي أطلق عليه الاسم الرمزي سانا 95 من بيهاتش باتجاه نهر سانا. تم تنفيذ التقدم الأولي من قبل المجموعة العملياتية الجنوبية وقادها اللواء الجبلي 502 ضد مواقع جيش جمهورية صرب البوسنة على هضبة غرابي جنوب المدينة. عندما استسلمت دفاعاتها للهجوم البري المدعوم بنيران المدفعية عالية الجهد بدأ جيش جمهورية صرب البوسنة في التراجع جنوبا باتجاه بوسانسكي بتروفاتش إلى جانب المدنيين الفارين من المنطقة. تابع جيش جمهورية البوسنة والهرسك جيش جمهورية صرب البوسنة المنسحب واستولى على كولين فاكوف في اليوم التالي وبوسانسكي بتروفاتش في 15 سبتمبر. في نفس اليوم اجتمع جيش جمهورية البوسنة والهرسك مع الجيش الكرواتي على بعد حوالي 12 كيلومترا (7.5 ميل) جنوب شرق بوسانسكي بيتروفاتش. استولى الجيش الكرواتي على درفار ووصلت إلى أوشتريلي باس كجزء من عملية مايسترال 2. اعتقدت كلتا القوتين خطأ أن الآخر هو جيش جمهورية صرب البوسنة مما أدى إلى حادثة نيران صديقة.
على الرغم من أن الجانب الأيسر من الجانب البارز الذي أنشأه تقدم جيش جمهورية البوسنة والهرسك كان ضعيفا لم يتمكن جيش جمهورية صرب البوسنة من استغلال الفرصة لأنه لم يكن لديه احتياطيات متاحة في المنطقة. بدأت محاولة لتوسيع نطاق بارز في 15 سبتمبر عندما تحركت المجموعة العملياتية الشمالية ضد بوسانسكا كروبا وأوتوكا في هجوم بقيادة الألوية 503 و 505 و 517. في الوقت نفسه أعادت المجموعة العملياتية الجنوبية تجميع صفوفها في بوسانسكي بيتروفاتش تحسبا لوصول التعزيزات من الفيلق السابع. تضمنت عملية إعادة التجميع إنشاء تشكيل جديد وهو المجموعة العملياتية الوسطى الذي يتألف من الألوية 502 و 505 و 506 و 517 والتي تم تخصيصها جميعا مسبقا إلى مجموعتي العملياتية الحاليين. واصل اللواءان 501 و 510 من المجموعة العملياتية الجنوبية تقدمهما واستولت على كليوتش في 17 سبتمبر بعد أن تقدمت على مسافة 70 كيلومترا (43 ميلا) منذ بدء العملية. في نفس اليوم استولت المجموعة العملياتية الشمالية على بوسانسكا كروبا وأوتوكا وتم أيضا نقل اللواء 510 إلى المجموعة العملياتية الوسطى. كان هذا إيذانا بانتهاء المرحلة الأولى من عملية سانا.
بدأت المجموعة العملياتية الوسطى تقدمه نحو سانسكي موست ضد ألوية مشاة درفار الأولى والثانية والثالثة والتي كانت بقايا وحدات جيش جمهورية صرب البوسنة التي انسحبت من درفار في نهاية عملية مايسترال 2. تحركت المجموعة العملياتية الشمالية ضد نوفي غراد وكذلك باتجاه سانسكي موست على الجانب الأيسر من المجموعة العملياتية الوسطى ضد معارضة من ألوية نوفيغراد 1 وكروبا 2 وحامية درفار السابقة. تم تكليف المجموعة العملياتية الجنوبية التي تم تجريدها من جميع وحداته باستثناء اللواء 501 ولواء جبل كرايينا السابع عشر الذي تم نقله من الفيلق السابع بالاستيلاء على مركونييتش غراد على الجانب الأيمن من المجموعة العملياتية الوسطى.
عندما اقترب جيش جمهورية البوسنة والهرسك من نوفي جراد وسانسكي موست في 18-19 سبتمبر واجه 14000 جندي إضافي من جيش جمهورية صرب البوسنة من المجموعة العملياتية برييدور 10 من فيلق كرايينا الأول تحت قيادة العقيد رادميلو زيليايا بدعم من 2000 جندي وصلوا من صربيا. تضمنت الأخيرة ميليشيا المتطوعين الصرب بقيادة زيلكو رازناتوفيتش أركان وجهاز أمن الدولة الصربي القبعات الحمراء. أعاد الفيلق الثاني التجمع خلف المجموعة العملياتية برييدور 10 والقوات الصربية. مع اقتراب جيش جمهورية البوسنة والهرسك من المدينتين أطلق الجيش الكرواتي عملية أونا في 18 سبتمبر والتي تضمنت محاولات لعبور نهر أونا في عدة نقاط بالقرب من كوساريسكا دوبيكسا وكوستاينيتسا ونوفي غراد مقابل دفور. تمكن الجيش الكرواتي من إنشاء عدة جسور صغيرة على الضفة اليمنى للنهر لكن العملية أُلغيت بعد يومين من القتال بسبب الخسائر الكبيرة الناجمة عن سوء التخطيط.

### هجوم جيش جمهورية صربسكا المضاد
في 20-22 سبتمبر تمكنت كتيبتا جيش جمهورية صرب البوسنة الخامس كوزارا والسادس من سانسكا من دفع المجموعة العملياتية الوسطى للوراء بحوالي ستة كيلومترات (3.7 ميل) بينما اضطر جزء من المجموعة العملياتية الشمالية إلى الانسحاب من بعض المناطق التي استولوا عليها. تمكنت المجموعة العملياتية الشمالية من مواصلة تقدمها بالقرب من نوفي غراد باتجاه ليوبييا ضد المقاومة القوية. في 22 سبتمبر قطع العقيد العام راتكو ملاديتش علاجه الطبي في بلغراد ليعود إلى بانيا لوكا ويسيطر على جيش جمهورية صرب البوسنة بشكل مباشر. أسفر الاجتماع بين كبار قادة جيش جمهورية صرب البوسنة وملاديتش عن طلب للتعبئة العامة وإنشاء محكمة عسكرية على مستوى الفيلق وطلب من ميليشيا المتطوعين الصرب بمغادرة المنطقة على الرغم من أن وزارة الداخلية في جمهورية صرب البوسنة قد دعتهم ومنحتهم السلطة من قبل رادوفان كاراديتش رئيس جمهورية صرب البوسنة. أخيرا صدر أمر بشن هجوم مضاد لجيش جمهورية صرب البوسنة لاستعادة الأراضي المفقودة.
بدأ الهجوم المضاد في ليلة 23/24 سبتمبر مع فيلق الحماية الخامس والستون وفيلق كرايينا السادس عشر واللواء الآلي الثالث والأربعون لجيش جمهورية صرب البوسنة وميليشيا المتطوعين الصرب مهاجمة المجموعة العملياتية الشمالية. استمر القتال ستة أيام وأشرف عليه ملاديتش شخصيا. دفعت قوات جيش جمهورية صرب البوسنة جيش جمهورية البوسنة والهرسك إلى العودة إلى بوسانسكا كروبا وأوتوكا ولكن كان لا بد من إيقاف التقدم لتحويل القوات للدفاع عن مركونييتش غراد. بحلول 1 أكتوبر دفعت المجموعة العملياتية الجنوبية لواء كليوتش السابع عشر لجيش جمهورية صرب البوسنة للعودة إلى مسافة ثلاثة كيلومترات (1.9 ميل) من مركونييتش غراد. تم إعادة انتشار اللواء الآلي 16 من بوسانسكا كروبا إلى مركونييتش غراد بقيادة العقيد ميلينكو لازيتش من الفرقة 30 للمجموعة العملياتية الثانية. بدأت المجموعة العملياتية الثانية بدعم من ميليشيا المتطوعين الصرب والقبعات الحمراء ولواء شرطة خاص من صرب البوسنة والهرسك وكتيبة واحدة على الأقل من اللواء المدرع الأول في قيادة المجموعة العملياتية الجنوبية شمالا نحو كليوتش. كانت المجموعة العملياتية الجنوبية قد تلقت كتيبة مستقلة إضافية واحدة فقط من الفيلق السابع كتعزيز. تحركت كتائب المشاة المعززة من جيش جمهورية صرب البوسنة الخامس كوزارا والسادس من سانسكا (تم تنظيمها باسم المجموعة العملياتية برييدور) جنوبا من سانسكي موست باتجاه كليوتش لإكمال تكتيك الكماشة تهدف إلى تدمير المجموعة العملياتية الجنوبية. اكتسب الهجوم المضاد زخما بحلول 3 أكتوبر وتقدم جيش جمهورية صرب البوسنة على بعد كيلومتر واحد (0.62 ميل) من كليوتش حيث غطى سبعة عشر كيلومترا (11 ميلا) في ثلاثة أيام. تم إعادة انتشار اللواء الآلي 16 مرة أخرى هذه المرة لتعزيز مواقع جيش جمهورية صرب البوسنة في جبل أوزرين بالقرب من دوبوي. واصلت قوات جيش جمهورية صرب البوسنة المتبقية مدعومة بإضافة مفرزة استطلاع التخريب الثانية التابعة للفيلق الثاني هجماتها ضد كليوتش لكنها أحرزت تقدما طفيفا فقط بحلول 8-9 أكتوبر حيث تلقت المجموعة العملياتية الجنوبية أخيرا المزيد من التعزيزات من الفيلق السابع وتحديدا اللواءان 707 و 717. نظرا لأن كليوتش كان لا يزال في خطر طلب جيش جمهورية البوسنة والهرسك المساعدة من الجيش الكرواتي ومجلس الدفاع الكرواتي.

### الاستيلاء على سانسكي موست
وافق الجيش الكرواتي ومجلس الدفاع الكرواتي على مساعدة جيش جمهورية البوسنة والهرسك وأطلقوا عملية التحرك جنوبا لتخفيف الوضع في كليوتش. في هذه العملية أرسل الجيش الكرواتي ومجلس الدفاع الكرواتي 11000-12000 جندي استولوا على مركونييتش غراد من ثلاثة ألوية جيش جمهورية صرب البوسنة وبالتالي تخفيف الضغط على جيش جمهورية البوسنة والهرسك في كليوتش. ثم استولى الجيش الكرواتي ومجلس الدفاع الكرواتي على محطة بوتشاتش للطاقة الكهرومائية وآخر مصدر طاقة كهربائية متبقي متاح لصرب البوسنة والهرسك في غرب البوسنة والهرسك. في 11 أكتوبر وصل الجيش الكرواتي ومجلس الدفاع الكرواتي إلى نقطة على جبل مانجاكا 25 كيلومترا (16 ميلا) جنوب بانيا لوكا.
بحلول 9 أكتوبر تلقى الفيلق الخامس من جيش جمهورية البوسنة والهرسك ما يقرب من 10000 جندي كتعزيزات بما في ذلك لواء الحرس في جيش جمهورية البوسنة والهرسك وجبل كرايينا السابع عشر وجبل 717 والضوء 708 واللواء الجبلي 712 وكتيبة الاستطلاع والتخريب السابعة. تم استخدام لواء الحرس لتعزيز المجموعة العملياتية الوسطى والذي استقبل أيضا اللواء 501 من المجموعة العملياتية الجنوبية في حين أن الأخير يتكون الآن من خمسة ألوية كانت تخضع سابقا للفيلق السابع.
في ذلك اليوم شن الفيلق الخامس هجوما جديدا على سانسكي موست مستخدما المجموعة العملياتية الوسطى والجنوبية للاستيلاء على المدينة. الهجوم بقيادة اللواءين 502 و 510 اخترق دفاعات جيش جمهورية صرب البوسنة التي يديرها لواء بيهاتش 15 وكلويتش 17 مما أجبر زيليايا على سحب قواته إلى المدينة نفسها لتجنب الحصار. في 10 أكتوبر أطلقت عناصر من كتيبة جيش جمهورية صرب البوسنة الآلية 43 والحادية عشر في دوبيتشا محاولة فاشلة لوقف تقدم جيش جمهورية البوسنة والهرسك على مشارف سانسكي موست. استولى اللواء 502 ولواء الحرس وكتيبة الشرطة العسكرية الخامسة على البلدة.
على الرغم من حقيقة أنه كان من المقرر أن يدخل وقف إطلاق النار حيز التنفيذ في جميع أنحاء البوسنة والهرسك في 12 أكتوبر واصلت المجموعة العمليات الوسطى تقدمها شمال شرق سانسكي موست واشتركت في الجزء الأكبر من اللواء 43 الميكانيكي لجيش جمهورية صرب البوسنة في سلسلة من الاشتباكات. أدى هذا القتال إلى تغيير طفيف في الأراضي التي سيطر عليها أي من الجانبين بحلول 20 أكتوبر عندما خمد القتال.

## فيما بعد

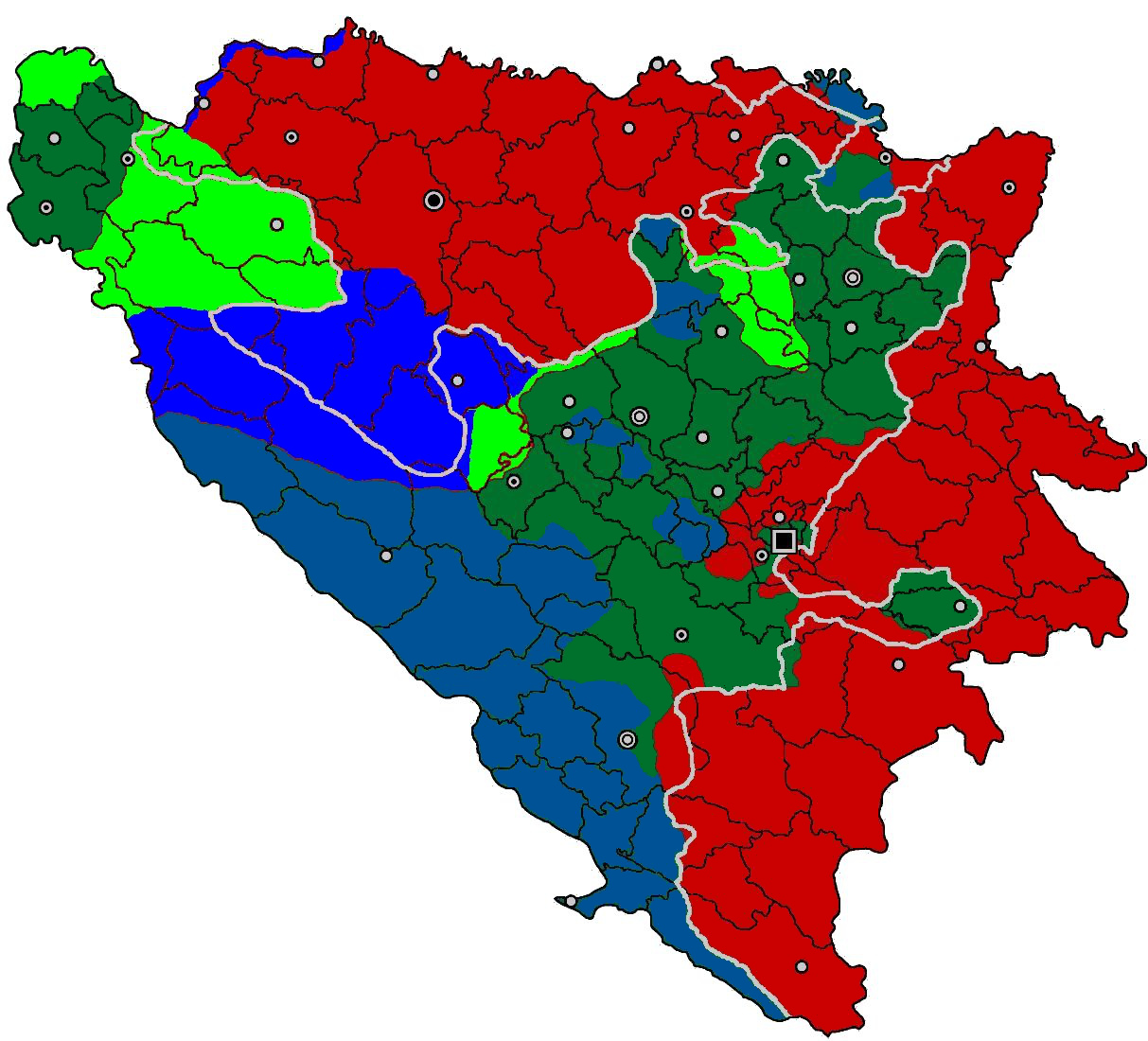
المناطق التي تم الاستيلاء عليها في سبتمبر - أكتوبر 1995
, و

كانت عملية سانا وكذلك عملية مايسترال 2 حاسمة في ممارسة الضغط على جيش جمهورية صرب البوسنة في الأسابيع الأخيرة من حرب البوسنة والهرسك. أشار تحليل لوكالة الاستخبارات المركزية يقارن آثار عملية القوة المتعمدة وسانا وماسترال 2 على جيش جمهورية صرب البوسنة إلى أن حملة الناتو لم تقلل من القدرة القتالية لجيش جمهورية صرب البوسنة بالقدر الذي كان يُفترض في البداية لأن الضربات الجوية لم تكن موجهة بشكل أساسي إلى الوحدات الميدانية المنتشرة بل استهدفت البنية التحتية للقيادة والسيطرة لجيش جمهورية صرب البوسنة. خلص التحليل إلى أنه في حين أن الناتو أضعف قدرات جيش جمهورية صرب البوسنة تسببت هجمات الجيش الكرواتي ومجلس الدفاع الكرواتي وجيش جمهورية البوسنة والهرسك النهائية بأكبر قدر من الضرر. كما أشارت إلى أن تلك الهجمات وليس قصف الناتو كانت مسؤولة عن جلب صرب البوسنة والهرسك إلى طاولة المفاوضات وإنهاء الحرب. يجادل المؤلف روبرت سي أوين بأن الجيش الكرواتي ومجلس الدفاع الكرواتي وجيش جمهورية البوسنة والهرسك لم تكن لتتقدم بالسرعة نفسها لو لم يتدخل فيها الناتو ونفى جيش جمهورية صرب البوسنة اتصالاته بعيدة المدى.
أسست عملية سانا وعملية التحرك الجنوبي توزيع 51٪ - 49٪ للأراضي التي يسيطر عليها مجلس الدفاع الكرواتي وجيش جمهورية البوسنة والهرسك من ناحية وجيش جمهورية صرب البوسنة من ناحية أخرى على النحو المتوخى في الخطط التي قدمتها مجموعة الاتصال. وافق الجيش الكرواتي ومجلس الدفاع الكرواتي وجيش جمهورية البوسنة والهرسك في النهاية على الحفاظ على وقف إطلاق النار في 12 أكتوبر. وفقا للمؤرخ البريطاني ماركو أتيلا هور فقد تم ضمان قبولهم بعد الضغط الدبلوماسي الهائل من الغرب والتهديد المزعوم بضربات جوية أمريكية ضد جيش جمهورية البوسنة والهرسك إذا انتهك وقف إطلاق النار. انتهت حرب البوسنة والهرسك بقبول اتفاقية دايتون من قبل جميع الأطراف في نوفمبر 1995.
أسفر الهجوم عن 178 قتيلا و 588 جريحا و 41 أسيرا من جنود جيش جمهورية البوسنة والهرسك. خسائر صرب البوسنة والهرسك 900 قتيل وأكثر من 1000 جريح. في سبتمبر وأكتوبر طردت قوات صرب البوسنة والهرسك 6500 من المدنيين البوسنيين والكروات الذين يعيشون في منطقة بانيا لوكا أو برييدور من منازلهم. كما سمحت التغييرات في السيطرة على الأراضي بالوصول إلى مقبرتين جماعيتين بالقرب من سانسكي موست ويعتقد أنها تحتوي على جثث 300 مدني قتلوا على يد قوات صرب البوسنة والهرسك في أبريل 1992.
خلقت عملية سانا جنبا إلى جنب مع العملية شبه المتزامنة مايسترال 2 عددا كبيرا من اللاجئين الصرب من المناطق التي كانت تسيطر عليها في السابق جيش جمهورية صرب البوسنة. وثقت مصادر صرب البوسنة والهرسك ما يقرب من 40.000 لاجئ في سبتمبر 1995 بما في ذلك جميع سكان صرب البوسنة والهرسك المعاصرين في مدن يايتسي وشيبوفو ومركونييتش غراد ودوني فاكوف الذين فروا أو تم إجلاؤهم. في ذلك الوقت قدر المتحدث باسم الأمم المتحدة في سراييفو عدد اللاجئين بـ 20.000. تسبب القتال في أكتوبر في فرار 30.000-40.000 لاجئ آخرين من سانسكي موست و 10.000 آخرين للفرار من مركونييتش غراد والمناطق المحيطة بها.